# Schweizer Alpen

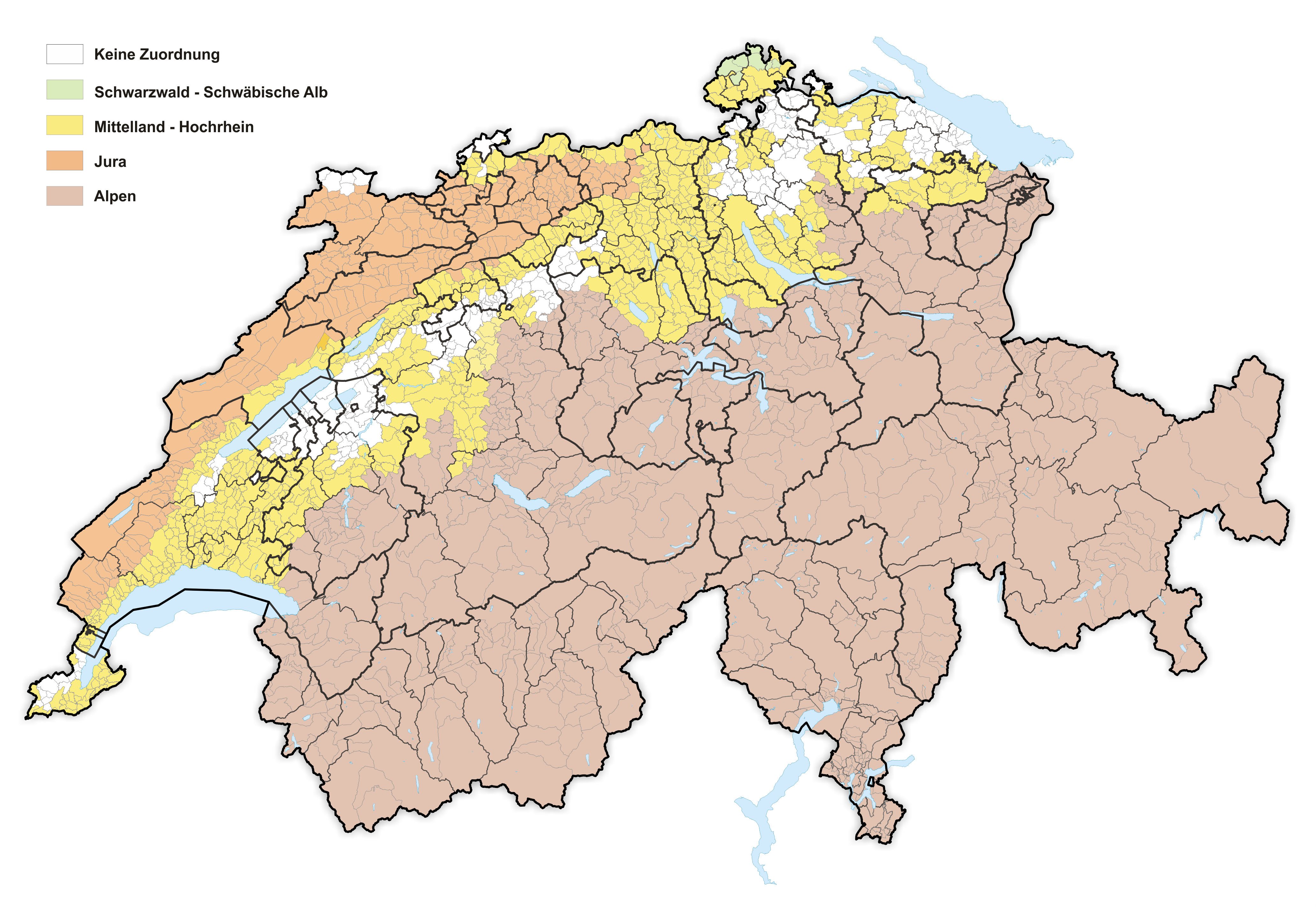
Alpen (dunkelbraun hervorgehoben)

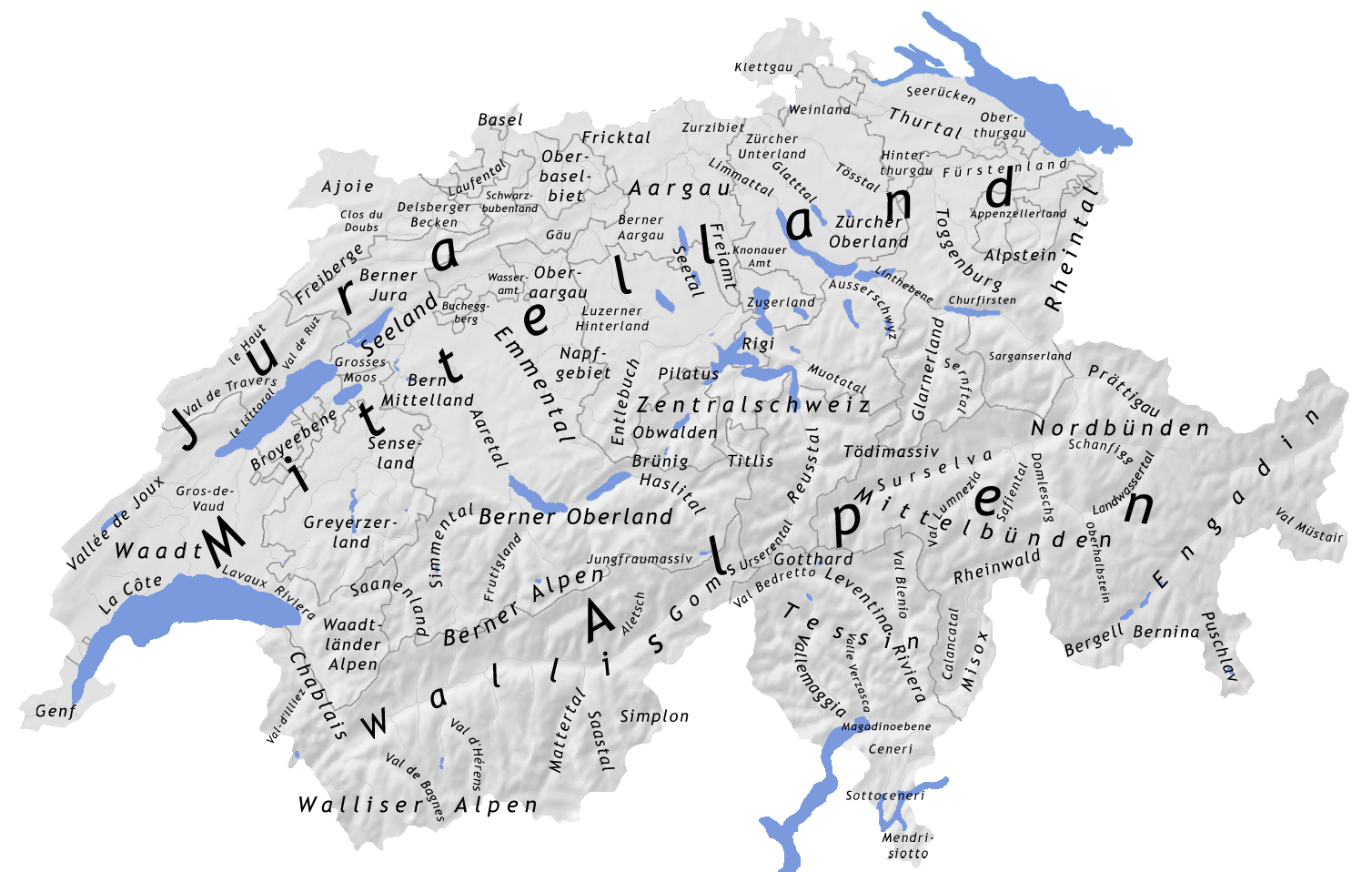
Die naturräumliche Gliederung der Schweiz

Die Schweizer Alpen (französisch Alpes suisses, italienisch Alpi svizzere, rätoromanisch Alps svizrasⓘ) sind ein Teil der Alpen und das Hochgebirge der Schweiz. Die Schweizer Alpen reichen vom Kleinen St. Bernhard, einschliesslich Montblanc-, Dents du Midi- und Chablais-Gruppe im Westen bis zum Reschenpass im Osten. Diese Fixierung geht auf einen Vorschlag von Christoph Bernoulli 1811 zurück. Die Rhätischen Alpen werden seither aus schweizerischer Sicht auf das alte freie Rätien beschränkt und zählen nun zu den Schweizer Alpen.

## Einteilung
In der Schweiz allgemein üblich ist die Dreiteilung der Alpen entlang des Alpenbogens, sodass die Schweiz vollständig in den Zentralalpen (veraltet auch Mittelalpen) liegt – der Zweiteilung in Ost- und Westalpen kommt in der Schweiz keine grosse Bedeutung zu. Geografisch spiegelt diese Einteilung nicht die schweizerische Rezeption der Alpen. Hinzu kommt, dass der Splügenpass, höher als der San-Bernardino-Pass, nicht gebirgstrennend wahrgenommen wird und auch geologisch – eine Schieferzone zwischen Tambo- und Suretta-Decke innerhalb des Penninikums – nur eine untergeordnete Rolle zukommt. Die geologische Ost-West-Grenze verläuft entlang der Kontaktzone von Penninikum und Ostalpin. Sie folgt der Flexur Chur-Lenzerheide-Tiefencastel-Septimer-Maloja-Val Fex.
Das Benutzen von Kantonsnamen in den Gliederungen wurde immer wieder kritisiert (weil die politischen Grenzen naturgemäss primär auf den Kämmen verlaufen, was der heutigen Usance der Gliederung in den Tallinien wenig entgegenkommt).
Alternative Namen konnten sich aber nicht durchsetzen.

### Traditionelle Einteilung

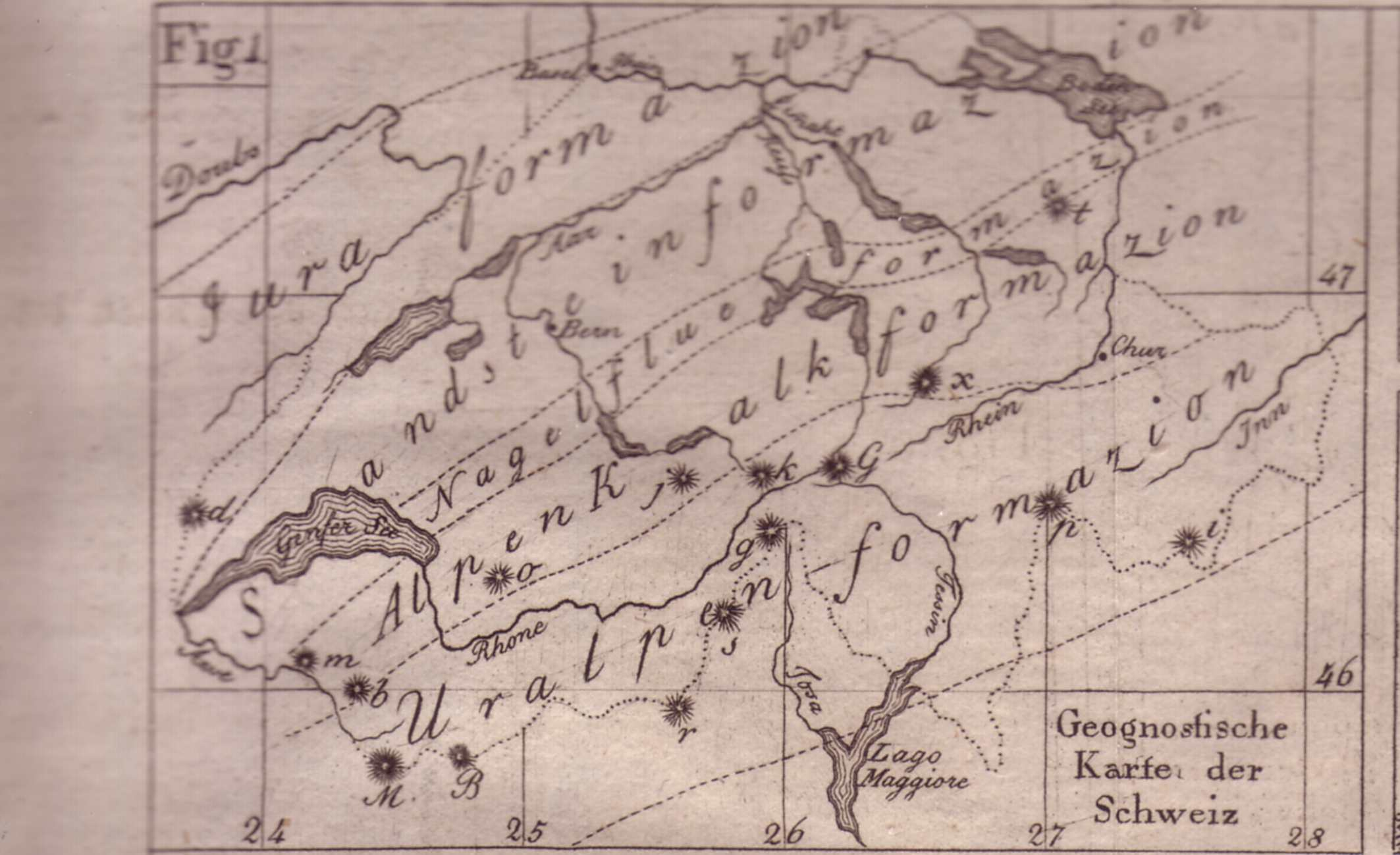
Karte von 1811 «Fig. 1. … Statt des angedeuteten Rhomboids ist eine kleine geognostisch eingetheilte Karte gezeichnet worden, in welcher folgende Berge mit Buchstaben benennt sind:
d. Die Dôle im Jura.
m. Der Môle.
b. der Buet.
o. Das Oldenhorn.
j. Die Jungfrau.
M. Der Montblanc.
B. Der grosse Bernhardt.
r. Der Rosa.
s. Der Simplon.
g. Der Gries.
k. Der Grimsel.
G. Der Gotthardt.
x. Der Tödi.
t. Der Sentis.
p. Der Splügen.
i. Der Bernina.»

Im Geist der Aufklärung erfolgte die erste Einteilung nach wissenschaftlichen Kriterien dem Alter der geologischen Formationen entsprechend (damalige vorherrschende Lehrmeinung) in
- Uralpen-Formation
- Alpenkalk-Formation
- Nagelflue-Formation
- Sandstein-Formation
- Jura-Formation

Diese Einteilung wurde nach und nach jeweils dem Kenntnisstand der Geologie folgend in die Geologische Einteilung überführt.

### Orographische Einteilung
Seit Claudius Ptolemäus spielen die Schweizer Zentralalpen, das Quellgebiet von Rhein, Reuss, Aare, Rhone, (Toce) und Tessin eine grosse Rolle in der geografischen Auffassung der Alpen. Hier treffen auf einem kurzen Stück die beiden in Ostwestrichtung verlaufenden Alpenhauptkämme aufeinander. Von Ptolemäus wurde dieses damals noch als höchstes Alpgebirge aufgefasste Gebiet, von dem alles Wasser abläuft, mit Adula-Alpen (lat.: ad aqua «Wasser», bzw. rätoroman.: ad aual «Bach») bezeichnet. Rund um dieses autochthon aufgefasste Zentralmassiv gruppieren sich durch die abfliessenden Flüsse getrennt die vier orographischen Hauptgruppen:
| 1. Nordalpen 1. Nordwestlicher Teil: Berner Alpen im weiteren Sinne (SOIUSA) 1. Dents-du-Midi-Gruppe 2. Wildhorngruppe 3. Finsteraarhorngruppe 4. Dammagruppe (B. Studer), Urner und Unterwaldner Alpen (A. Wäber und v. Bülow 1874), Urner und Engelberger Alpen (v. Sonklar), Vierwaldstätter Alpen (C. Ritter) 5. Chablaisgruppe 6. Saane- und Simmegruppe (B. Studer und v. Bülow) → Freiburger Alpen (v. Sonklar) 7. Emmengruppe → Emmentaler Alpen (v. Sonklar), Luzerner Voralpen (O. Allgäuer) 8. Aagruppe, Unterwaldner und Engelberger Alpen (B. Studer), 2. Nordöstlicher Teil: Glarner Alpen im weiteren Sinn 1. Tödigruppe (B. Studer) → Glarner Alpen 2. Sardonna-Gruppe 3. Sihlgruppe 4. Thurgruppe → Appenzeller Alpen, Thuralpen (v. Klöden und A. Wäber 1874), Säntis-Gruppe (G. und B. Studer) 1. Alpstein, Säntisgebirge (B. Studer) 2. Churfirsten-Gruppe | 1. Südalpen 1. Südwestlicher Teil: Walliser Alpen im weiteren Sinn, Westalpen (B. Studer) 1. Mont-Blanc-Gruppe 2. Sesiagruppe 3. Maggiagruppe → Tessiner Alpen 2. Südöstlicher Teil: Bündner Alpen im weiteren Sinn 1. Adulagruppe → Adula-Alpen 1. Medelsgruppe 2. Rheinwaldgruppe 2. Luganer Alpen, Seegruppe (B.Studer), Südalpen (Albert Heim) 3. Nordengadiner Alpen, Nordrätische Alpen (v. Sonklar), nördliche Engadiner Alpen (H. A. Berlepsch) 1. Albula-Gruppe → Albula-Alpen 2. Silvretta-Gruppe 3. Fervall-Gruppe → Verwall 4. Südengadiner Alpen, Südrätische Alpen (v. Sonklar und A. Wäber 1874), Bernina-Alpen (A. Wäber), südliche Engadiner Alpen (H. A. Berlepsch) 5. Plessurgruppe (B. Studer v. Sonklar) → Plessur-Alpen, Schiefer-Alpen (Böhm) 6. Rhätikongruppe (B. Studer und v. Sonklar) → Rätikon, Kalk-Alpen (Böhm) |

- Um diese Hauptgruppen von den eigentlichen Gruppen unterscheiden zu können, wird jeweils mit «im weiteren Sinne» ergänzt.
- Dammagruppe und Aagruppe bilden die Urner Alpen.
- Im romanischen Sprachraum werden Monte Leonegruppe und Maggiagruppe zu Lepontinische Alpen zusammengefasst.
- Savoyer Alpen (A. Wäber): Mont Blanc-, Dents du Midi- und Chablais-Gruppe

### Biogeographische Gliederung
Biogeographisch werden die im Landesgebiet liegenden Alpen auch in Alpennordflanke, westliche und östliche Zentralalpen sowie in die Alpensüdflanke unterteilt.

### Geologische Untergliederung
- Subalpine Molasse
- Nordalpen
  - Helvetisches System
  - penninische Klippen-Decken
- Aarmassiv
- Gotthardmassiv
- Mont Blanc- und Aiguilles-Rouges-Massiv
- Penninikum inkl. Bergellermassiv
- Ostalpin
- Südalpin (südlich der Insubrischen Linie)

### Einteilung der Alpenclubs
Die Tabelle in Vergleich der Einteilungen der Schweizer Alpen gibt einen Vergleich der Kategorisierungen nach Schweizer Alpen-Club, SOIUSA und AVE.

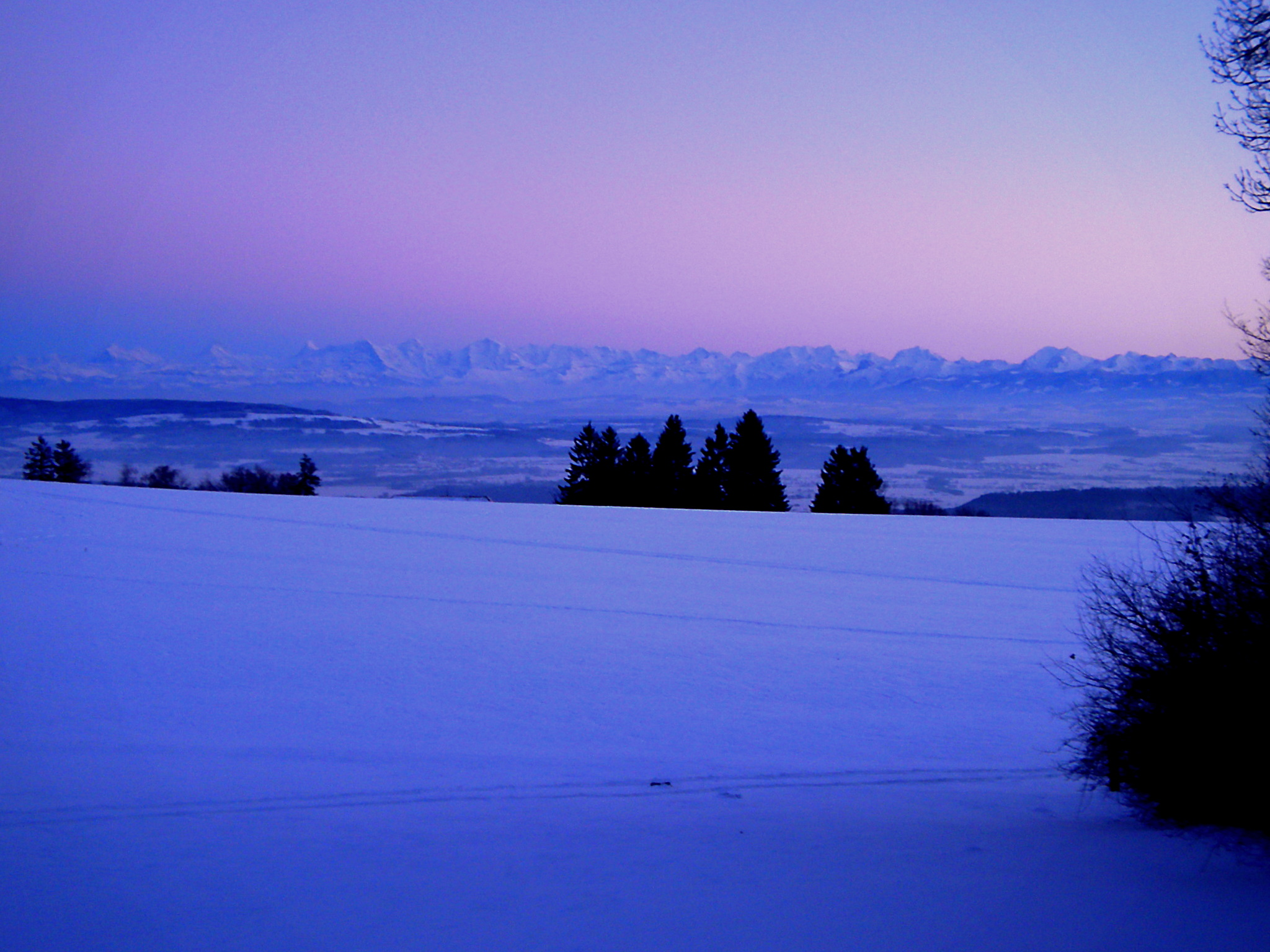
Blick auf die Schweizer Alpenkette vom Jura aus

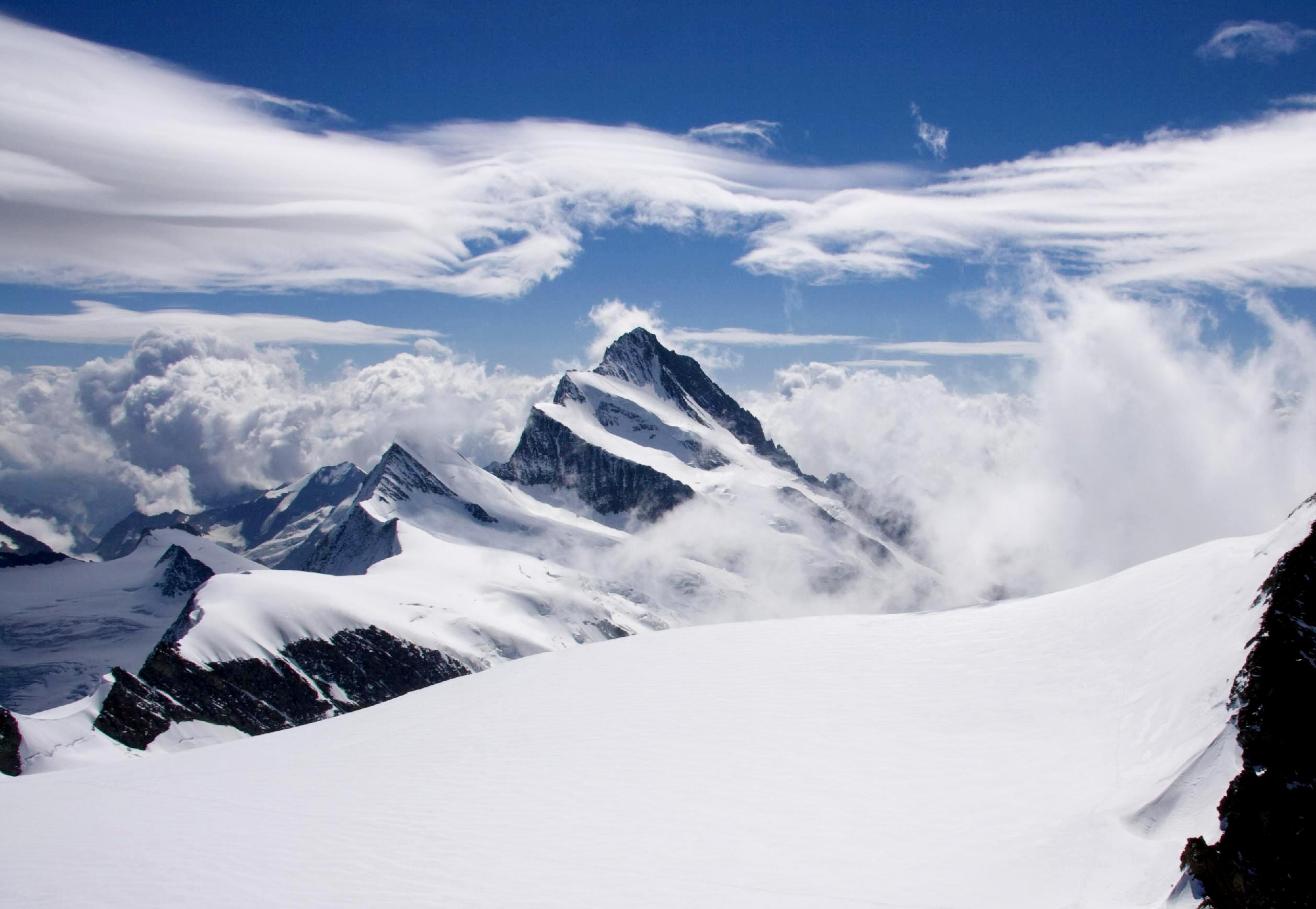
Das Finsteraarhorn in den Berner Alpen

#### Die Einteilung der Schweizer Alpen nach SAC
Der Schweizer Alpen-Club (SAC) sieht eine Einteilung vor, in der für jede Gruppe ein Alpinführer/Clubführer herausgegeben wird: Die Gliederung des SAC ist sehr stark auf politisch-regionale Kriterien, das heisst Kantonsgrenzen, ausgerichtet. Das impliziert, dass die Gliederung nicht wie bei anderen orographischen Systemen primär entlang der Täler, sondern vielmehr entlang der Grate, die meist typische politische und auch kulturelle Grenzen darstellen, läuft. In diesem Sinn folgt die SAC-Gliederung ganz der traditionellen Usance, Gebirgsgruppen nach dem wichtigsten in sie hinein führenden Tal zu benennen, da die Schweizer Alpenkantone meist mehr oder minder zusammenhängende Talschaften darstellen. In der SAC-Gliederung bleiben also durchwegs die Berggebiete der grossen Täler jeweils links und rechts zusammenhängend, was dem Bergtouristen entgegenkommt, und zahlreiche bedeutende Gipfel gehören als Grenze zweier Talungsräume zu zwei Gruppen. Die Untergruppen selbst bekommen nur teilweise explizit Namen, für die anderen ist eine knappe Aufzählung markanter Örtlichkeiten gegeben.
- A: Schweizer Voralpen
  - A.1: Westschweizerische Voralpen
    - A.1.a: Préalpes de la chaine franco-suisse[5]
    - A.1.b: Alpen und Voralpen des Waadtland bzw. Alpes et Préalpes vaudoises[6]
    - A.1.c: Freiburger Voralpen

  - A.2: Zentralschweizerische Voralpen (Brünigpass – Thunersee)[7]
    - A.2.a: Luzerner Voralpen[8]
    - A.2.b: Unterwaldner Voralpen:[9]
    - A.2.c: Schwyzer Voralpen

  - A.3.: Ostschweizerische Voralpen (Appenzellerland, Säntis – Churfirsten)[10]
  - A.4.: Berner Voralpen (Gstaad – Meiringen)[11]
- B: Berner Alpen[12]
  - B.1: Westberner Alpen (Sanetsch – Gemmipass, mit Wildhorn, Wildstrubel)
  - B.2: Zentralwestberner Alpen (Gemmi – Petersgrat, mit Balmhorn, Blüemlisalp, Hockenhorn)[13]
  - B.3: Zentralostberner Alpen (Tschingelhorn – Finsteraarhorn, mit Jungfrau, Fiescherhörner (Grosses, Hinteres und Kleines Fiescherhorn), Grünhörner, Wannenhörner)[14]
  - B.4: Zentralsüdberner Alpen (Bietschhorn, Lötschental, Lötschentaler Breithorn, Nesthorn, Aletschhorn-Gruppe)
  - B.5: Ostberner Alpen (Grindelwald – Grimsel)[15]
- C: Walliser Alpen
  - C.1: Trient – Grosser St. Bernhard[16]
  - C.2: St. Bernhard – Col Collon
  - C.3: Col Collon – Theodulpass
  - C.4: Thedulpass – Monte Moro
  - C.5: Strahlhorn – Simplonpass
  - C.6: Simplon – Nufenenpass (Gonerli)
- D: Zentralschweizer Alpen
  - D.1.: Urner Alpen[17]
    - D.1.a (UR 3): Westurner Alpen (Sustenpass – Urirotstock, mit Titlis)
    - D.1.b (UR 1/O): Osturner Alpen
    - D.1.c (UR 2): Göscheneralp – Furkapass – Grimsel (ab Sustenpass, Dammastock-Massiv)

  - D.2.: Glarner Alpen
  - D.3.: Gotthardmassiv (Furka – Lukmanierpass)
- E: Bündner Alpen
  - E.1: Tamina-Alpen und Plessur-Alpen[18]
  - E.2: Bündneroberland und Rheinwaldgebiet (Lukmanierpass – Domleschg)[19]
  - E.3: Avers – Misox – Calanca (San-Bernardino-Pass bis Septimer)[20][21]
  - E.4: Südliche Bergeller Berge mit Monte Disgrazia[22]
  - E.5: Berninagruppe[23]
  - E.6: Albula-Alpen (Septimer – Flüela)[24]
  - E.7: Rätikon[25]
  - E.8: Silvrettagruppe und Samnaun[26]
  - E.9: Münstertaler Alpen und Umbrailgruppe[27]
  - E.10: Mittleres Engadin und Puschlav (Spöl – Berninapass/Puschlav, mit Quattervals, Piz Languard, Paradisin, Saosseo, Scalino, Combolo)[28]
- F. Tessiner Alpen[29]
  - F.1: Gridone – Gotthardpass
  - F.2: Cristallina – Sassariente
  - F.3: Piora – Pizzo di Claro
  - F.4: Misoxer Alpen (Zappothorn – Passo San Jorio)
  - F.5: Tessiner Voralpen (Passo S. Jorio – Generoso)

#### Zentralalpen nach der Partizione delle Alpi 1926

Partizione delle Alpi

Die Einteilung der italienisch-französischen Partizione delle Alpi von 1926 gliedert die Zentralalpen vom Grand Col Ferret bis zum Brennerpass – davon fallen in die Schweizer Alpen:
| 3 Grajische Alpen 3c Mont-Blanc-Gruppe 9 Penninische Alpen 9a Walliser Alpen 10 Lepontinische Alpen 10a Monte Leone-Gruppe 10b Adula-Gruppe 10c Tessiner Alpen 11 Rätische Alpen 11a Albulaalpen und Silvretta 11b Plessuralpen 11c Rätikon 11e Berninagruppe 11f Umbrailgruppe | 12 Berner Alpen 12a Finsteraarhorn-Massiv 12b Wildhorngruppe 12c Urner Alpen 13 Glarner Alpen 13a Tödigruppe 13b Surenstock 14 Schweizer Voralpen 14a Simmentaler Alpen 14b Emmentaler Alpen 14c Linth-Alpen 16 Lombardische Alpen 16a Luganer Voralpen |

#### Westalpen nach SOIUSA

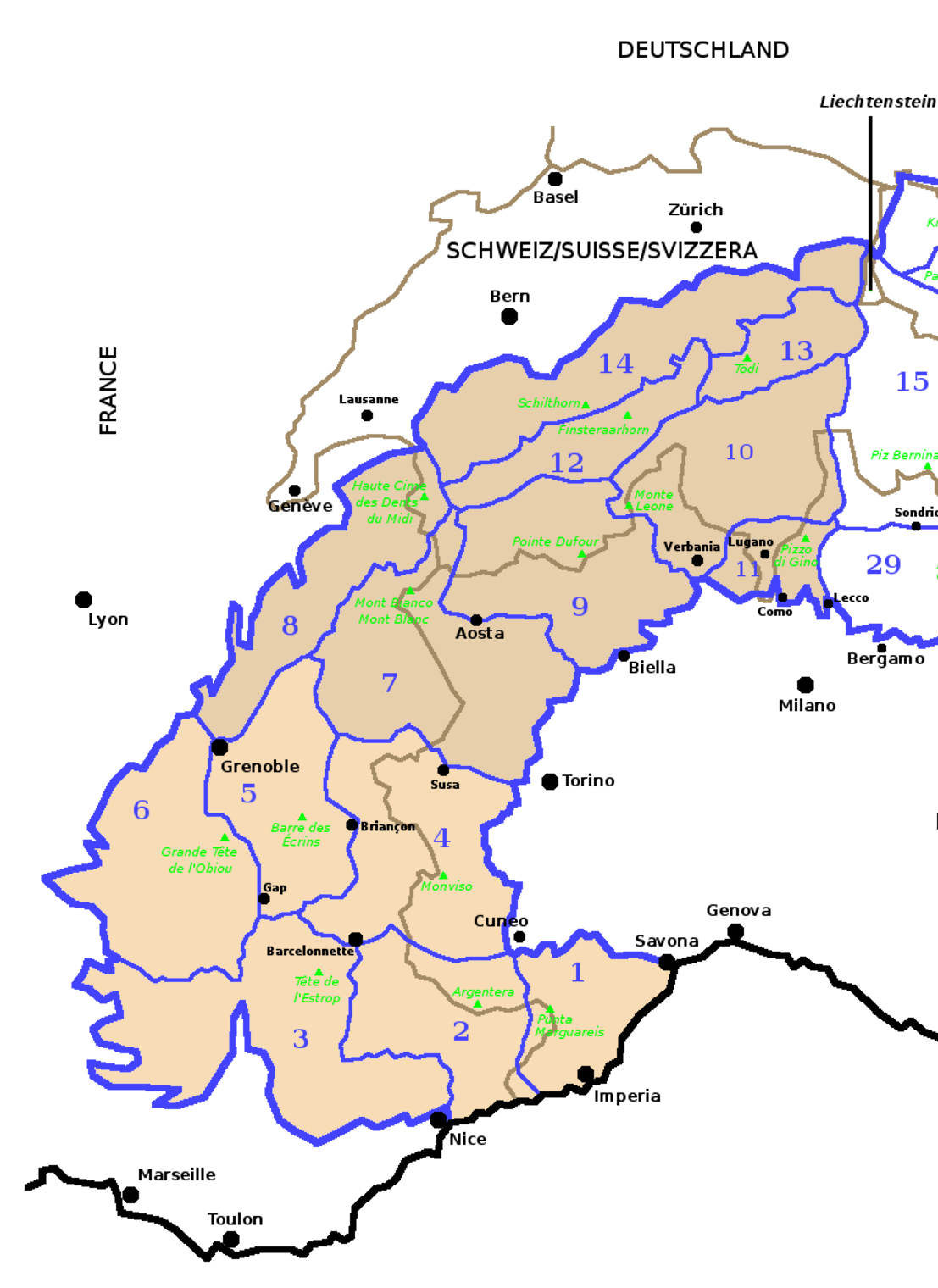
Die Westalpen nach SOIUSA

Die SOIUSA-Kategorisierung versucht die Einteilung nach Kantonen zu überwinden, indem orografisch zusammenhängende Gebirge zusammengefasst werden. Die kantonsspezifischen Bezeichnungen werden als Untergruppen grösstenteils beibehalten.
- Grajische Alpen (Nr. 7): nur ein kleiner Teil im südwestlichen Kanton Wallis ist in der Schweiz
- Savoyer Voralpen (Nr. 8): nur ein kleiner Teil im südwestlichen Kanton Wallis und südöstlichen Waadtland
- Walliser Alpen (Nr. 9)
- Lepontinische Alpen (Nr. 10). Sie beinhalten die Monte Leone-Sankt Gotthard-Alpen, die Tessiner Alpen und Adula-Alpen
- Berner Alpen im weiteren Sinne (Nr. 12). Diese bestehen aus den Berner Alpen im engeren Sinne, den Urner Alpen und den Waadtländer Alpen
- Glarner Alpen im weiteren Sinne (Nr. 13). Diese bestehen aus den Urner-Glarner Alpen und den Glarner Alpen im engeren Sinne
- Schweizer Voralpen (Nr. 14). Sie bestehen aus den Berner Voralpen, den Waadtländer und Freiburger Voralpen, den Luzerner und Unterwaldner Voralpen, den Schwyzer und Urner Voralpen und den Appenzeller und St. Galler Voralpen
- Luganer Voralpen (Nr. 11). Sie bestehen aus den Comer Voralpen, teilweise in der Schweiz und den Vareser Voralpen, ebenfalls teilweise in der Schweiz.

#### Ostalpen nach AVE

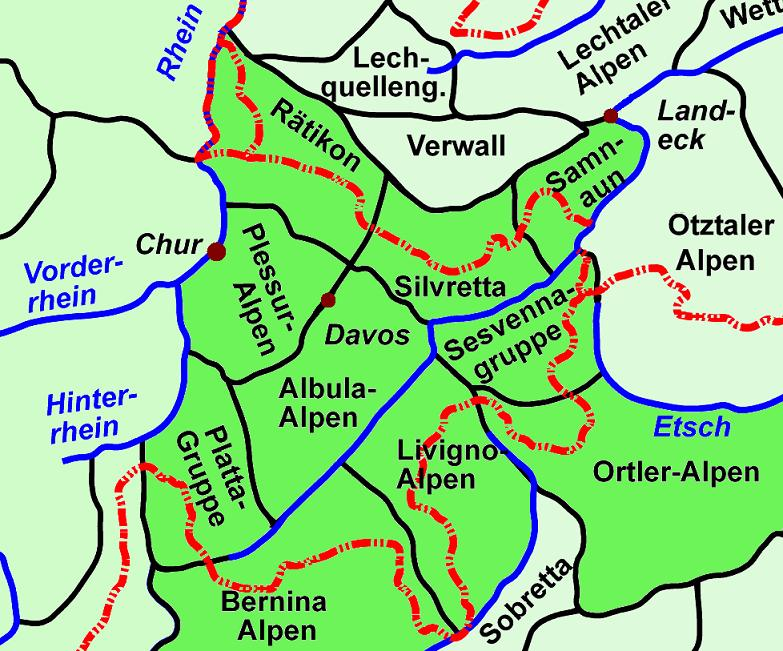
Die vollständig oder teilweise in der Schweiz liegenden Gebirgsgruppen nach AVE

Der Ostteil der Schweizer Alpen wird nach der Alpenvereinseinteilung der Ostalpen (AVE) verschiedenen Gruppen der Ostalpen zugeschlagen:
- Westliche Ostalpen
  - Albula-Alpen
  - Bernina-Alpen (Bernina und südliches Bergell)
  - Livigno-Alpen
  - Plattagruppe
  - Plessur-Alpen (Aroser Berge)
- Zentrale Ostalpen
  - Rätikon
  - Samnaungruppe
  - Sesvennagruppe
  - Silvrettagruppe
- Südliche Ostalpen
  - Ortler-Alpen

## Schweizer Alpen in Zeiten des Klimawandels
Die Schweizer Alpen sind mittlerweile massiv von den Auswirkungen des Klimawandels betroffen. Im Jahr 2019 wurden nur mehr 1463 Schweizer Gletscher gezählt, was einem Verlust um 700 Gletschern seit den 1970er-Jahren durch Abschmelzung entspricht. Klimawissenschaftler gehen derzeit davon aus, dass die Mehrheit der Alpengletscher im 21. Jahrhundert verschwunden sein wird. Stattdessen werden zahlreiche neue Seen entstehen. Auch lässt sich durch die Geomorphologie nachweisen, dass das Gefahrenpotenzial für Menschen und Tiere in den Alpentälern stark angestiegen ist, da Berghänge durch die massive Eisschmelze der Permafrostböden zunehmend an Stabilität verlieren, was zu Hangrutschen und Felsstürzen führt. Der Schweizer Fotograf Daniel Schwartz, der 2017 mit einer Serie über das Ausmass der Zerstörung der Gletscher durch den Klimawandel für Aufsehen sorgte, beschrieb es wie folgt: „Das ist doch kein Berg mehr. Das ist doch ein Tier. Eines, dem man Fell und Haut abgezogen hat. Sein Skelett klemmt jetzt im Felsen.“
Auch Pflanzen und Tiere sind vom Klimawandel betroffen; die Vielfalt z. B. bei den Vögeln nimmt immer weiter ab. Neben dem Klimawandel gibt es jedoch noch weitere Faktoren, welche die Vielfalt bedrohen, wie z. B. der Tourismus oder der Einsatz von Herbiziden.